# Walzwerk Neustadt-Eberswalde
Walzwerk Neustadt-Eberswalde ist der Titel eines realistischen Gemäldes von Carl Blechen aus der Zeit um 1830. Es zeigt das alte Eberswalder Eisenwalzwerk in der Eberswalder Neustadt am Finowkanal, das heute noch als Industriedenkmal im Ortsteil Eisenspalterei existiert. Das Bild wird heute in der Berliner Alten Nationalgalerie gezeigt.

## Beschreibung
Das Gemälde ist in der Technik Ölmalerei auf Holz ausgeführt und hat die Maße 25,5 × 33 cm. Bis 1869 gehörte es zur Sammlung des Bankiers Christian Wilhelm Brose, danach als Nachlass seinen Söhnen Karl und Georg Brose. 1891 kaufte es die Berliner Nationalgalerie, dort trägt das Bild seitdem die Inventarnummer A III 860.
Zu sehen ist das von 1816 bis 1818 nach englischem Vorbild errichtete moderne Eisenwalzwerk mit seiner klassizistischen Architektur. Im Vordergrund befindet sich im Abendlicht der Finowkanal mit drei Fischern, die vor dem rauchenden Schornstein des Kesselhauses der schnellen industriellen Produktion ein idyllisch poetisches Gegengewicht darstellen. Der Angler links wartet geduldig, bis ein Fisch anbeißt, die beiden Bootsleute hantieren mit Netzen in ihrem Nachen. Eine dunkle Farbigkeit dominiert das Bild. Sie erstreckt sich in der Mitte auf die grünschwarzen Reflexe des Walzwerks auf dem Wasser, im rechts blauen und links gelblichen Himmel als schwarze Rauchfahne und an den Kanalufern mit ihrer spärlichen Vegetation und rostfarbenen Bereichen. Die drei Figuren entstammen als Staffage der malerischen Tradition des 18. Jahrhunderts. Blechen hatte in Italien bereits eine ähnliche Farb- und Lichtführung in seinem romantischen Gemälde Schlucht bei Amalfi (Alte Nationalgalerie) angewandt. Im Gegensatz zu früheren Arbeiten, in denen Blechen gern Proportionen veränderte, um die Wirkung zu steigern, hat er sich in diesem Bild an die Realität gehalten. Der Kunsthistoriker Helmut Börsch-Supan sieht in Blechens Bild einen skeptischen Blick auf die Industrialisierung, weil sie die Natur entstelle. Karl-Friedrich Schinkel sah das ähnlich. Dem Bild fehlt im Gegensatz zu Menzels Eisenwalzwerk das Pathetische. Die Kunsthistorikerin Irma Emmrich sieht hingegen Blechens Bild als „Bekenntnis zur Industrialisierung.“ So schreibt sie 1989, dass Blechen „die Industrieanlage als legitimen Bestandteil des landschaftlichen Raums“ beurteilte und „die Vorbehalte der Romantiker überwandte“. In ihm steckte „ein Optimismus, der auch die Pioniere des kapitalistischen Wirtschaftssystem beflügelte“.
In einer zeitgenössischen Betrachtung zur Ausstellung im Jahr 1881 heißt es über das Bild:

„Ludwig Tieck war der Ansicht, dass eine Natur, die im Dienste des Menschen arbeitet, dadurch unpoetisch wirke, weil sie ihrer herben Jungfräulichkeit beraubt sei. Blechen aber […hat…] mit der abgebildeten Skizze sein malerisches Meisterwerk geliefert. Schon 1881 […] erkannte man diese kleine Landschaftsdarstellung als ‚ein ganz einziges Phänomen‘. […] ‚Das Poetische‘ […] tritt hier ganz zugunsten einer grossartig gehaltenen Naturstimmung zurück. Die zeichnerische Reife in der machtvollen Silhouette der Fabrikschornsteine werden von durchaus gleichwertigen malerischen Feinheiten unterstützt. Auf dieser kleinen Tafel lebt Blechens reinste und geläutertste Künstlerschaft.“

## Geschichte, Hintergrund und Rezeption
Grundthema dieses Bildes ist die beginnende Industrialisierung in Preußen, an deren Darstellung  Blechen interessiert war. Das Bild gehört zu den frühesten Industriedarstellungen in der deutschen Malerei. 1830 war er zwar in Eberswalde, damals ein Zentrum der preußischen Metallindustrie, um Vorlagenzeichnungen vom dortigen Gesundbrunnen für einen Kalender anzufertigen, der mit Stichen illustriert werden sollte, aber die zahlreichen Industrieanlagen in Eberswalde besuchte er auch mehrmals, um sie zu skizzieren. So fertigte er Zeichnungen aus verschiedenen Blickwinkeln nicht nur zum Walzwerk an, sondern auch von den Gebäuden des Eisenhammers, Kupferhammers und dem Messingwerk (aufgelistet in Paul Ortwin Rave: Karl Blechen. Leben, Würdigung. Berlin 1940, Nr. 1804 bis 1813). Die Zeichnungen sind nüchtern, prosaisch und realistisch und ohne Figuren. Dieses Bild hingegen stellt in seiner malerischen Ausführung nach Ansicht von Birgit Verwiebe, Kuratorin der Alten Nationalgalerie, mit seinen Figuren eine „Nobilisierung“ und „Poetisierung“ der in den Zeichnungen prosaisch aufgenommenen Industriewirklichkeit dar. Der Kunstkritiker Boris Hohmeyer widmete dem Bild einen mehrseitigen Artikel in der Kunstzeitschrift art. Dort vertritt er die Ansicht, dass das Bild als Wendepunkt der deutschen Landschaftsmalerei aufzufassen sei. Es stehe mit keiner damaligen Kunstströmung im Einklang. Er sieht in Blechens Bild den Gegensatz zwischen vorindustrieller Zeit und Gegenwart, zwischen den Klassizisten mit ihren heroischen Darstellungen und den Romantikern mit ihrer Sehnsucht nach dem Unerklärlichen und Märchenhaften. Die Männer am Ufer fasst er als „aus Raum und Zeit gelöste Symbolfiguren“ auf, die mit ihren phrygischen Mützen wie neapolitanische Fischer erscheinen, die Blechen mehrmals auf seiner Italienreise gemalt hat. Darüber hinaus weht der Rauch der Schornsteine nach links entgegengesetzt zum Bug des Nachens, der nach rechts zeigt. So soll der Kanal als eine „Grenze der Epochen“ aufzufassen sein. Wie der Künstler befinden sie und die Betrachter des Bildes sich am diesseitigen Ufer, das Walzwerk hingegen erscheint am anderen Ufer in einer monumentalen Größe aus der Untersicht. Die damit verbundene gebrochene Perspektive der Bildkomposition versteckt Blechen in den Reflexionen des Wassers.

## Ausstellungen (Auswahl)
- 20. November 1881 bis 20. Januar 1882: 14. Sonderausstellung in der Königlichen National-Galerie Berlin : Werke von Maria von Parmentier, Karl Blechen, Adolf Schrödter und August Bromeis. Nationalgalerie Berlin
- Mai bis Oktober 1886: Jubiläums-Ausstellung der kgl. Akademie der Künste im Landes-Ausstellungsgebäude zu Berlin.
- Januar bis Mai 1906: Ausstellung deutscher Kunst aus der Zeit von 1775–1875. (Jahrhundert-Ausstellung) in der Königlichen Nationalgalerie in Berlin[7]
- 15. Mai bis 20. Juli 1958: Das Bild der deutschen Industrie 1800–1850 : Ausstellung veranstaltet mit Unterstützung des Bundesverbandes der Deutschen Industrie e.V. Schloss Cappenberg in Dortmund
- 7. Mai bis 7. Juli 1969: Industrie und Technik in der deutschen Malerei von der Romantik bis zur Gegenwart. Wilhelm-Lehmbruck-Museum in Duisburg
- 31. August – 4. November 1990: Carl Blechen – zwischen Romantik und Realismus. Nationalgalerie Berlin